# Morgan Pressel
Morgan Pressel (* 23. Mai 1988 in Tampa, Florida) ist eine US-amerikanische Profigolferin der nordamerikanischen LPGA Tour. 2007 wurde sie mit 18 Jahren jüngste Major Siegerin.

## Familie
Pressel wuchs mit ihren Eltern Mike Pressel und Kathy Krickstein Pressel in Tampa, Florida auf und besuchte dort die Banyan Creek Elementary School und die Omni Middle School. 2006 machte sie ihren Abschluss an der Privatschule Saint Andrew's School in Boca Raton. Laut ihrer Aussage spielt die jüdische Religion eine große Rolle in ihrem Leben.
Nachdem ihre Mutter im September 2003 an Brustkrebs gestorben war, zog Pressel im Alter von 15 Jahren zu ihren Großeltern Evelyn Krickstein und Dr. Herb Krickstein, während ihr zwei jüngeren Geschwister beim Vater blieben. Ihr Onkel ist der ehemalige Top-10 Tennisspieler Aaron Krickstein, welcher den Rekord als jüngster Sieger eines Profi-Turniers hält.

## Karriere

### Amateur
2001 nahm Pressel mit zwölf Jahren an der United States Women's Open Championship teil, welche damit die jüngste Spielerin war, die sich jemals qualifizieren konnte. Dieser Rekord hielt bis 2007, als sich die um wenige Monate jüngere Lexi Thompson qualifizieren konnte.
Im Alter von siebzehn Jahren belegte sie bei den U.S. Women's Open Platz zwei, zwei Schläge hinter Birdie Kim.
2004 gewann sie bei der North and South Women's Amateur Golf Championship und 2005 bei der U.S. Women's Open. Außerdem beendete sie ihre Amateur-Karriere mit dem Titel Junior Player of the Year der AJGA (American Junior Golf Association).

### Profi
Mit siebzehn Jahren wurde sie Mitglied der LPGA (Ladies Professional Golf Association), obwohl die Regularien sagen, dass Mitglieder achtzehn Jahre alt sein müssen. Beim Qualifikationsturnier in Daytona Beach belegte sie den sechsten Platz und sicherte sich somit die Teilnahme an der Tour 2006.
Pressel erzielte 2007 ihren ersten Sieg bei der Kraft Nabisco Championship und wurde mit 18 Jahren und 313 Tagen jüngste Major Siegerin. Ihr erster Hole-in-one als Profi-Golferin gelang ihr am 15. Juli 2007 bei der Jamie Farr Owens Corning Classic in Sylvania, Ohio. In den Jahren 2007, 2009 und 2011 qualifizierte sie sich für das Solheim-Cup-Team, womit sie die ersten beiden Turniere gewann.
Sie gehört zur Sportagentur Wasserman Media Group und ist Werbepartner von Callaway Golf, Polo Ralph Lauren, Royal Bank of Canada und Audemars Piguet.

## Erfolge

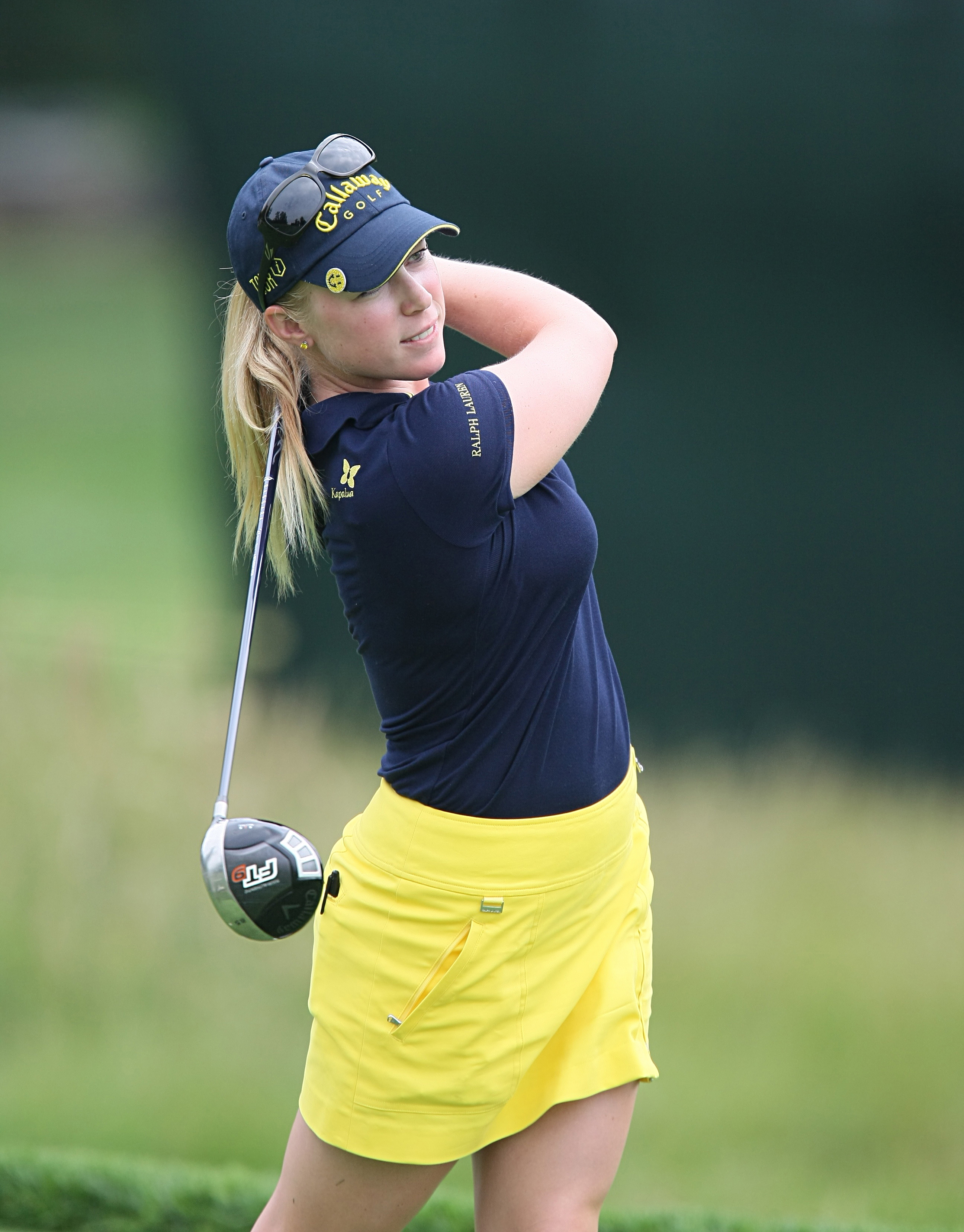
Morgan Pressel (2009)

### AJGA-Titel (Jugend)
- 2002: United States Girls' Junior Golf Championship (Achtelfinale)
- 2004: United States Women's Amateur Golf Championship (Viertelfinale)
- 2004: United States Girls' Junior Golf Championship (Viertelfinale)
- 2004: North and South Women's Amateur Golf Championship (Sieger)
- 2005: United States Women's Amateur Golf Championship (Sieger)
- 2005: North and South Women's Amateur Golf Championship (Finalist)
- 2005: United States Girls' Junior Golf Championship (Achtelfinale)

### LPGA Tour Siege
- 2008: Kapalua LPGA Classic
- 2007: Kraft Nabisco Championship
- 2010: World Ladies Championship Salonpas Cup

Major Championship ist fett gedruckt.

### Andere Turniersiege
- 2007 Wendy's 3-Tour Challenge (mit Natalie Gulbis und Cristie Kerr)
- 2012 CVS Caremark Charity Classic (mit Jay Haas)

### Solheim Cup
(spielte im Team der Vereinigten Staaten)
- Junior Solheim Cup (Sieger): 2002, 2005
- Solheim Cup (Sieger): 2007, 2009